# Die Ibiza Affäre
Die Ibiza Affäre ist eine deutsch-österreichische vierteilige Miniserie von Regisseur Christopher Schier mit Andreas Lust als Heinz-Christian Strache, Julian Looman als Johann Gudenus, Nicholas Ofczarek als Privatdetektiv Julian Hessenthaler und David A. Hamade als Anwalt Ramin Mirfakhrai. Alle vier Episoden wurden am 21. Oktober 2021 über Sky Q veröffentlicht. Die Ausstrahlung von jeweils zwei Folgen war am 21. und am 28. Oktober 2021 um 20.15 Uhr auf Sky Atlantic. Premiere der ersten beiden Folgen war am 17. Oktober 2021 im Münchner Arri Kino.

## Handlung
Der Film basiert auf dem Sachbuch Die Ibiza-Affäre: Innenansichten eines Skandals  der beiden SZ-Journalisten Frederik Obermaier und Bastian Obermayer und erzählt die Entstehungsgeschichte jenes Videos nach, das bei einem mehrstündigen Treffen zwischen dem damaligen Vizekanzler Heinz-Christian Strache und FPÖ-Klubobmann Johann Gudenus mit einer vermeintlichen russischen Oligarchin auf einer Finca auf Ibiza heimlich aufgezeichnet wurde.
Das Video wurde nach eigenen Aussagen vom Privatdetektiv Julian Hessenthaler angefertigt und durch den Wiener Anwalt Ramin Mirfakhrai finanziert. Die Veröffentlichung von Ausschnitten aus dem Video von der Süddeutschen Zeitung und dem Spiegel am 17. Mai 2019 führt zu einem politischer Skandal in Österreich, der den Bruch der Regierungskoalition aus ÖVP und FPÖ zur Folge hatte.

## Produktion und Hintergrund
Die Dreharbeiten fanden in der ersten Jahreshälfte 2021 statt. Gedreht wurde in Wien und auf Ibiza.
Produziert wurde die Serie wie bei Der Pass von der deutschen W&B Television der Produzenten Quirin Berg und Max Wiedemann im Auftrag von Sky Studios, Koproduzent war die österreichische Epo-Film von Dieter und Jakob Pochlatko. Gefördert wurde die Produktion vom FilmFernsehFonds Bayern, vom Filmfonds Wien und vom Fernsehfonds Austria.
Die Kamera führte Thomas W. Kiennast. Für den Schnitt zeichnete Jan Ruschke verantwortlich, für das Szenenbild Conrad Moritz Reinhardt und für den Ton Claus Benischke. Die Filmmusik und den Score zur Serie produzierte Markus Kienzl.
Anfang August 2021 wurde ein erster Trailer veröffentlicht.

## Dokumentarfilm
Zusätzlich zur Serie wurde der 90-minütige Dokumentarfilm Das Ibiza-Video: Ein journalistischer Krimi von i&u TV in Zusammenarbeit mit Sky Studios produziert, der die Recherchen der beiden Investigativjournalisten Bastian Obermayer und Frederik Obermaier nachzeichnet.
Head-Autor Jörg Falbe rekonstruiert darin den Weg zur Veröffentlichung des Videos und erzählt Aufstieg und Fall von Heinz-Christian Strache nach. Zu Wort kommt beispielsweise der damalige FPÖ-Sicherheitsbeauftragte Oliver Ribarich.
Die Dokumentation wurde am 21. Oktober 2021 auf Sky Ticket und Sky Q veröffentlicht, die Erstausstrahlung erfolgte am 26. Oktober 2021 auf Sky Documentaries.

## Episodenliste
| Nr. (ges.) | Nr. (St.) | Originaltitel                     | Erstveröffentlichung |
| ---------- | --------- | --------------------------------- | -------------------- |
| 1          | 1         | Wiener Blut                       | 21. Okt. 2021        |
| 2          | 2         | Am Haken                          | 21. Okt. 2021        |
| 3          | 3         | The Red-Bull-Brother from Austria | 21. Okt. 2021        |
| 4          | 4         | Genug ist genug                   | 21. Okt. 2021        |

## Rezeption
Rainer Tittelbach vergab auf tittelbach.tv fünf von sechs Sternen und befand, dass die Miniserie vor allem wegen des ausgefallenen visuellen Stils sehenswert sei. Die Bildgestaltung von Thomas W. Kiennast sei ohnehin exzellent, aber Regisseur Christopher Schier baue zudem immer wieder Exkurse ein, die die Ereignisse ähnlich wie die Werke von Michael Moore durch kurze Erklärstücke oder assoziative Momente illustrieren. Auch wenn die Drehbücher auf dem Sachbuch zweier SZ-Journalisten basierte erlaubte sich das Autorenduo Stefan Holtz und Florian Iwersen gerade bei den Drahtziehern des Komplotts gegen Strache einige künstlerische Freiheiten.
Ralf Döbele bewertete die Serie auf Wunschliste.de mit vier von fünf Sternen und meinte, dass die Serie nach schwierigen ersten Minuten recht schnell an Fahrt aufnehme und sich zu einem überaus rasanten und spannenden Politthriller entwickele, der mit kreativer Bildsprache überzeuge. Die größte Stärke des Vierteilers sei zweifellos seine Figurenführung, die handelnden Figuren seien absolut glaubhaft, vielschichtig und immer interessant. Der Wiener Schmäh sei für deutsche Zuschauer nicht immer leicht zu verstehen, hier und da wünsche man sich Untertitel.
Joachim Huber schrieb im Tagesspiegel, dass die Serie großartige Unterhaltung und bösartige Satire böte. Der Zuschauer sei gut beraten, die unterschiedlichen Handlungsstränge, Zeitebenen und Schauplätze zusammenzudenken, Autoren und Regisseur hielten am Vexierbild von Video und Skandal durchaus fest. Die Produktion lege es sehr darauf an, dass sie in Kostümbild, Szene wie auch im Cast mit der Realität zu verwechseln ist.
Christine Dössel urteilte in der Süddeutschen Zeitung, dass diese Serie top besetzt sei, mit Darstellern, die ihren realen Vorbildern fast bis aufs Haar gleichen würden. Die Serie erzähle auf originell komplexe Weise, nicht linear, nicht chronologisch, nicht nüchtern-sachlich, sondern in Rückblenden und wilden Zeitsprüngen zwischen 2013 und 2020, in Spionagethriller-Manier und rauschhaften Hochglanzbildern, teils in einem Tempo wie auf Speed, aber auch mit grindiger Ösi-Komik und sehr viel Schmäh. Es sei nicht immer alles ganz verständlich, aber immer alles der helle Wahnsinn.
Bjarne Bock von Serienjunkies.de vergibt 3 von 5 Sternen und schreibt „Erfreulich sind die Spielereien in der Inszenierung, die sich Schier hin und wieder leistet. Sein Stil erinnert dabei fast an die Finanz-Filmsatire The Big Short, auch wenn die deutlich lustiger ausfällt. Gerade weil wir es hier mit einem so absurden Skandal zu tun haben, hätte die Serienaufarbeitung - anders als zur Nüchternheit verdammte Zeitungsartikel und Bücher - gern noch mehr über die Stränge schlagen können. So bringt das Ganze nur wenig Nährwert, weil ja jeder das echte Video kennt und es wirklich nicht so spannend ist, zu sehen, wie die Strippenzieher die Finca verwanzt haben. Zumal die Planungen zeitlich so konfus dargestellt werden, dass man immer wieder den Durchblick verliert.“
Quote
Bei Sky Österreich erzielte die Serie den bis dahin besten Serienstart in den ersten sieben Tagen nach Ausstrahlung.

## Auszeichnungen und Nominierungen
Jupiter-Award 2022
- Nominierung in der Kategorie Beste Serie (TV & Streaming) National

Romyverleihung 2022
- Auszeichnung in der Kategorie beliebtester Schauspieler Serie/Reihe (Nicholas Ofczarek)[23][24]
- Nominierung in der Kategorie Entdeckung männlich (Julian Looman)[25]
- Auszeichnung in der Kategorie Beste Serie TV/Stream (Wiedemann & Berg Filmproduktion, Epo-Film)[26]
- Auszeichnung in der Kategorie Bester Schnitt TV/Stream (Nils Landmark und Jan Ruschke)
- Auszeichnung der Kategorie Beste Dokumentation TV/Stream für Das Ibiza-Video: Ein journalistischer Krimi (Sky)[27]

Grimme-Preis 2022
- Auszeichnung in der Kategorie Fiktion[28][29]
  - Stefan Holtz, Florian Iwersen (Buch)
  - Christopher Schier (Regie)
  - Nils Landmark, Jan Ruschke (Montage)
  - Nicholas Ofczarek (Darstellung, stellvertretend für das Ensemble)

Deutscher Fernsehkrimipreis 2022
- Nominierung als beste Krimi-Serie[30]

Preis der Deutschen Akademie für Fernsehen 2022
- Nominierung in der Kategorie Produzent:in (Laura Mihajlovic, Quirin Berg und Max Wiedemann)[31]